# Gubernaculum
Gubernaculum (din greaca veche κυβερνάω = pilot, conducător) numită și ligamentul genital caudal, reprezintă o structură embrionară care se dezvoltă din mezenchim nediferențiat, fiind anexat de capătul caudal al gonadelor (testicule la bărbați și ovare la femele).

## Anatomie
Gubernaculul este prezent numai în timpul dezvoltării aparatelor excretoare și genitale. Ulterior, este înlocuit cu vestigii distincte la bărbați și femele.

### Bărbat
- Partea superioară a gubernaculului se atrofiază.
- Partea inferioară persistă ca gubernaculum testicular (ligament scrotal). Ligamentul scrotal unește testiculul de partea inferioară a scrotului, stabilizându-i poziția și limitându-i mobilitatea testiculului în interiorul scrotului.[1]

### Femeie
- Gubernaculul la femeie este reprezentat prin două resturi vestigiale, ligamentul ovarian și ligamentul rotund al uterului (ligamentum teres uteri) care servesc la susținerea ovarelor și a uterului în pelvis.

## Dezvoltare
Gubernaculul este implicat în coborârea gonadelor la ambele sexe.
Testiculele coboară mai mult decât ovarele  și în cele din urmă ajung prin canalul inghinal în scrot. Mecanismul deplasării gonadelor în interiorul cavității pelviene se află în cercetare.

## Istoric
Gubernaculum a fost descris pentru prima dată de către chirurgul John Hunter în 1762. Termenul provine din limba greaca veche, având sensul de: a conduce sau cârmă.